# Cheval en Serbie
Le cheval en Serbie (serbe : konj) est dans une situation de transition entre l'utilisation au travail et le développement d'un marché du sport et des loisirs. 

## Histoire
La Serbie reçoit l'influence de races de chevaux asiatiques et du sud de la Russie. Le cheval de montagnes local y est décrit comme descendant de croisements avec l'Arabe. A. Ogrizek et F. Hrasnica estiment, en 1952, qu'il descend d'un cheval autochtone des Balkans influencé par des chevaux venus du Sud de la Russie avec les migrations slaves. 
L'apogée des usages du cheval en Serbie remonte au XIXe siècle et au début du XXe siècle. C'est à cette époque qu'est construit l'hippodrome de Belgrade, en 1914, qui organise des courses tous les dimanches.

## Pratiques et usages

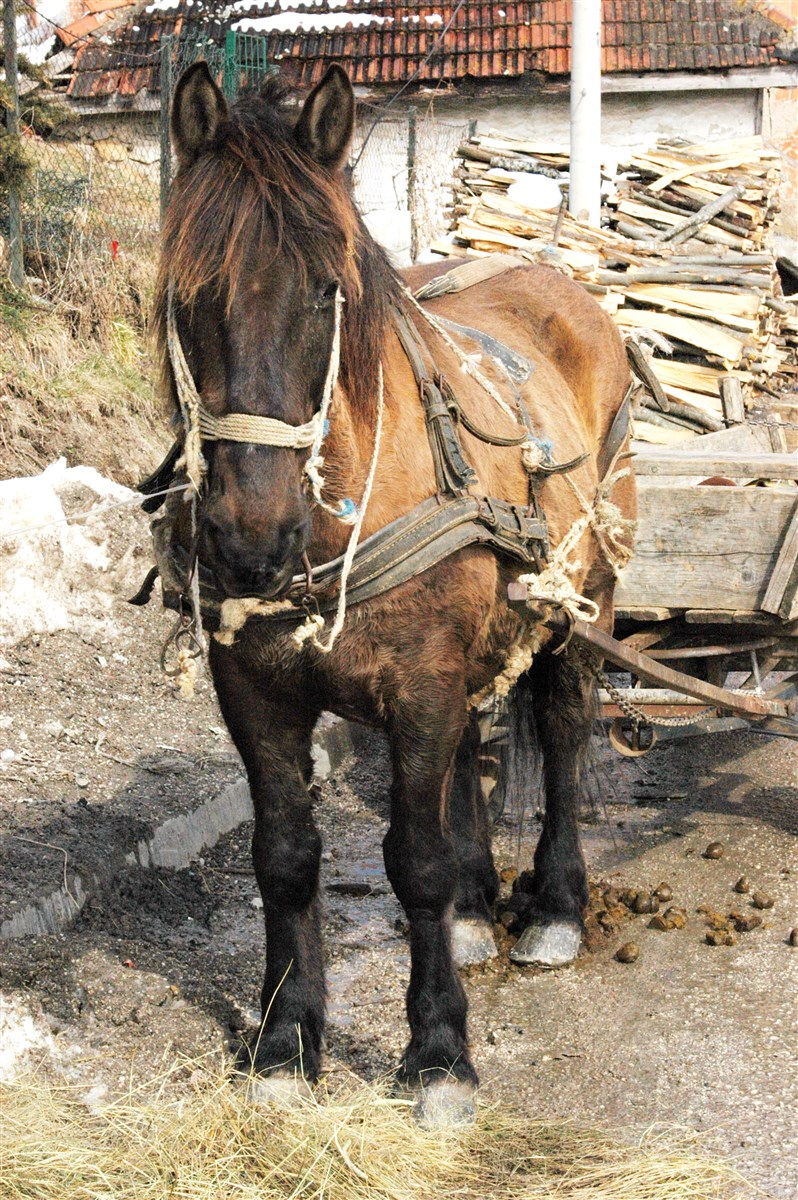
Cheval de montagne attelé sur le plateau de Pešter.

Le cheptel chevalin serbe n'est pas identifié, ce qui a donné lieu à des recherches de mise en conformité avec les règles d'identification des animaux domestiques en vigueur dans l'Union européenne.
Les usages des chevaux en Serbie relèvent à la fois des sports équestres et des loisirs, principalement avec des chevaux identifiés et importés par des amateurs aisés ; de chevaux de travail et de viande surtout dans le sud du pays, un cheptel non-identifié ; et de chevaux sauvages qui vivent en liberté dans les montagnes du pays. Les usages du cheval sont dans une phase de transition entre le travail et les sports-loisirs. Les animaux trop âgés pour travailler sont généralement vendus à un abattoir.
La maltraitance animale est un problème commun à toute la Serbie et aux Balkans, car « il n'est pas rare de voir des chevaux affamés ou battus, tirant des carrioles le long des routes ». En 2021, il n'existe qu'un refuge pour chevaux maltraités ou retraités dans toute la Serbie.

## Élevage

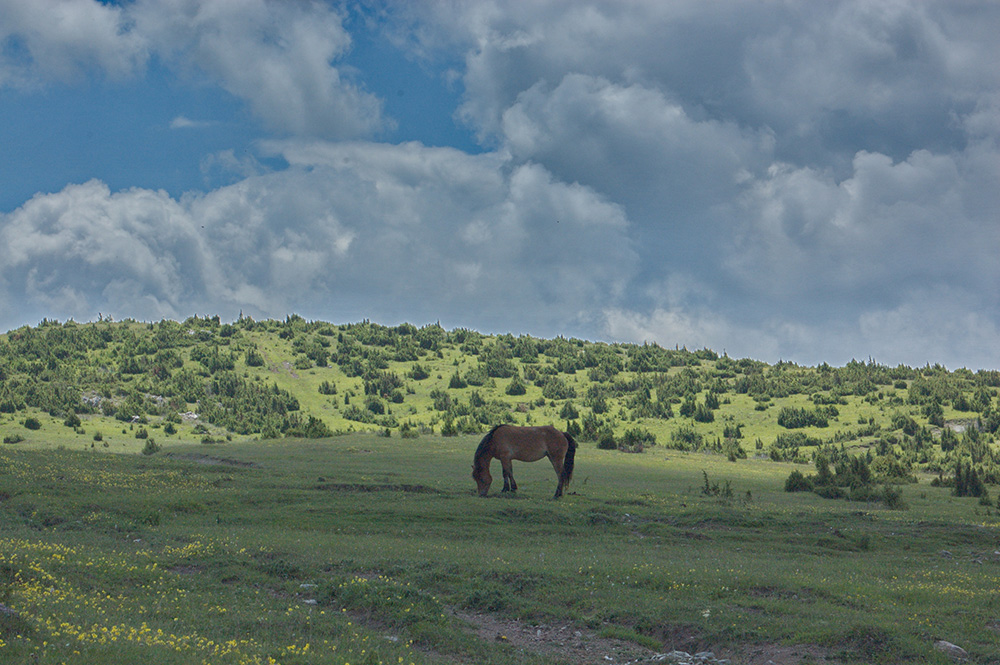
Cheval broutant sur le plateau de Pešter.

À priori, la Serbie a peu de chevaux, mais ses effectifs exacts, en croissance, restent inconnus faute d'identification. 
La Serbie héberge un cheptel de domaći brdski konj (« cheval domestique de montagne »),. Ces chevaux sont très bien adaptés à leur environnement de montagnes, et aux conditions climatiques extrêmes de ce biotope. Ils sont élevés de manière sédentaire, avec des apports de fourrage si le pâturage ne suffit pas.
Le pays possède d'importants haras, les plus importants étant ceux de Zobnatica, Karađorđevo, Kelebija et Ljubičevo. Le haras de Karađorđevo (serbe en écriture cyrillique : Карађорђево), un haras de Lipizzans fondé en 1884 sous la monarchie de Habsbourg près de Bačka Palanka, est devenu progressivement l'un des plus importants haras d'Europe centrale.